# MicroProse
MicroProse Software Pty Ltd ist ein australisches Unternehmen in der Computerspielbranche.

## Geschichte
MicroProse wurde 1982 von Sid Meier und Bill Stealey gegründet. In den frühen 1980er Jahren war das Unternehmen hauptsächlich als Entwickler und Publisher von Flug- und Militärsimulationen auf 8-Bit-Heimcomputern bekannt. Die ersten veröffentlichten Programme waren von Sid Meier auf dem Atari 800 programmiert worden, darunter Spitfire Ace und Hellcat Ace, zwei Luftkriegssimulationen, in denen der Spieler Missionen im europäischen bzw. pazifischen Luftraum absolvieren muss (beide 1982). Die zivile Flugsimulation Solo Flight (1983) erlaubt auch VOR-Instrumentenflug und war ohne die im Handbuch enthaltenen Karten, die zur Planung der Landeanflüge benötigt wurden, nicht sinnvoll zu benutzen. Durch den Aufschwung des IBM-PCs und seiner Nachbauten verlagerte sich die Computerspielentwicklung auf diese Plattformen. Zu dieser Zeit begann MicroProse, vermehrt Strategiespiele zu vertreiben. Im Rahmen einer internationalen Expansion gab es ab 1986 eine Niederlassung in Großbritannien, MicroProse Software Limited in Tetbury (Gloucestershire). Die im Oktober 1988 eingetragene westdeutsche Microprose Software GmbH mit anfänglichem Sitz in Mainz-Kastel war eine Tochtergesellschaft der englischen Niederlassung. 1990 und 1991 veröffentlichte MicroProse die zwei größten Erfolge der Unternehmensgeschichte, Railroad Tycoon und Civilization.
Kurz darauf, im Jahr 1993, wurde das Unternehmen von einem anderen Computerspielehersteller, Spectrum HoloByte, aufgekauft, jedoch vertrieben beide ihre Spiele noch bis ins Jahr 1996 unter den angestammten Markennamen. Anschließend wurden beide Marken unter dem Label MicroProse zusammengeführt. Zu diesem Zeitpunkt verließ Sid Meier MicroProse, um erneut ein eigenes Entwicklungsstudio, Firaxis Games, zu gründen. Ende 1997 übernahm MicroProse von Francis G. Tresham den kleinen britischen Spieleverlag Hartland Trefoil und damit die Rechte an dem 1980 erschienenen Brettspiel Civilization.
1998 wurde MicroProse von Hasbro aufgekauft. In der darauffolgenden Zeit erlebte das Unternehmen unter dem neuen Dach eine kurze und wechselvolle Geschichte. Bereits 1999 wurden zwei Entwicklerstudios in Kalifornien und North Carolina geschlossen. 2001 wurde Hasbro Interactive von Infogrames aufgekauft. Im Jahr 2003 wurde auch das ursprüngliche und zugleich letzte bestehende Entwicklungsstudio der ehemaligen MicroProse Software Inc. in Hunt Valley (Maryland) geschlossen.

### Neugründung
2019 wurde bekannt, dass David Lagettie 2018 damit begann, die Rechte am MicroProse-Eigentum zu erwerben. Insbesondere besitzt er nun die Rechte an der Firma, dem Logo, der Website sowie von einigen der alten Spiele. Das Unternehmen soll sich wieder auf sein ursprüngliches Kerngeschäft konzentrieren. Im selben Jahr wurde das Videospiel Warbirds 2020 angekündigt. Das Spiel wird vom neuen Unternehmen des ehemaligen Gründers Bill Stealey, iEntertainment Network, entwickelt und soll von MicroProse veröffentlicht werden. Am 9. Dezember 2019 wurde bekannt, dass die Veröffentlichung des Spiels verschoben wird, denn nun solle das Spiel an das Titan-Grafiksystem angepasst werden und nicht vor 2021 erscheinen. Titan ist eine Simulationsplattform für Open-World-Anwendungen, die von David Lagetties Unternehmen TitanIM entwickelt wurde.
Am 5. Mai 2020 ging die Webseite von MicroProse wieder online und das Unternehmen kündigte die Veröffentlichung von zunächst drei Strategie- bzw. Simulationsspielen an: Task Force Admiral, eine Echtzeitsimulation eines amerikanischen Flugzeugträgerverbandes im Zweiten Weltkrieg, Second Front, ein rundenbasiertes Strategiespiel mit Hexfeldern, und Sea Power, eine Echtzeitsimulation von Luft- und Flottenverbänden, die zu Zeiten des Kalten Krieges angesiedelt ist.

## Bekannte Spiele
- 1942 Pacific Air War
- 1944 Across The Rhine
- 7th Legion
- Airborne Ranger
- Ancient Art of War in the Skies
- B-17 Flying Fortress (1, 2)
- Civilization (1, 2, CivNet)
- Colonization
- Covert Action
- Dark Earth (als Publisher)
- Darklands
- Dogfight – 80 Years of Aerial Warfare
- Dragonsphere
- Elite Plus
- European Air War
- F-14 Fleet Defender
- F-15 Strike Eagle (1–3)
- F-19 Stealth Fighter
- F-117A Nighthawk
- Falcon 4.0
- Fields of Glory
- Fire and Brimstone
- Grand Prix
- GP 500
- Gunship (1, 2000)
- Harrier Jump Jet
- Hyperspeed
- Kennedy Approach
- Knights of the Sky
- M1 Tank Platoon (1, 2)
- Majesty: The Fantasy Kingdom Sim
- Master of Magic
- Master of Orion (1, 2)
- MechCommander
- MechWarrior 3
- MicroProse Soccer
- Midwinter (und Midwinter II – Flames of Freedom)
- Pirates! (1, Gold)
- Railroad Tycoon (1, Deluxe)
- Red Storm Rising
- Rex Nebular and the Cosmic Gender Bender
- Risiko
- RollerCoaster Tycoon (RCT 1, RCT Loopy Landscapes, RCT 2)
- Shandalar
- Silent Service (1, 2)
- Special Forces
- Star Trek: Birth of the Federation
- Star Trek: Generations
- Star Trek: A Final Unity
- Star Trek: Klingon Honor Guard
- Starlord
- Stunt Car Racer
- Subwar 2050
- Sword of the Samurai
- Tactical Ops: Assault on Terror
- Task Force 1942
- Teamchef
- The Legacy: Realm of Terror
- Track Attack
- Transport Tycoon (Original, Deluxe)
- Worms
- X-COM (UFO Enemy Unknown, Terror from the Deep, Apocalypse)